# Dmitriy Korshunov
Dmitriy Korshunov (ur. 25 czerwca 1972) – uzbecki zapaśnik w stylu klasycznym. Zajął 17. miejsce w mistrzostwach świata w 1994. Złoty medal na igrzyskach centralnej Azji w 1995; brązowy w 1999.
Wicemistrz Azji w 1995. Szósty w Pucharze Świata w 1997 roku.